# Gustaf Cederström

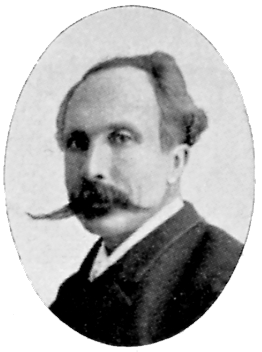
Gustaf Cederström, 1901

Gustaf Olaf (Olof) Freiherr von Cederström (* 12. April 1845 in Stockholm; † 20. August 1933 ebenda) war ein schwedischer Historienmaler der Düsseldorfer Schule.

## Leben

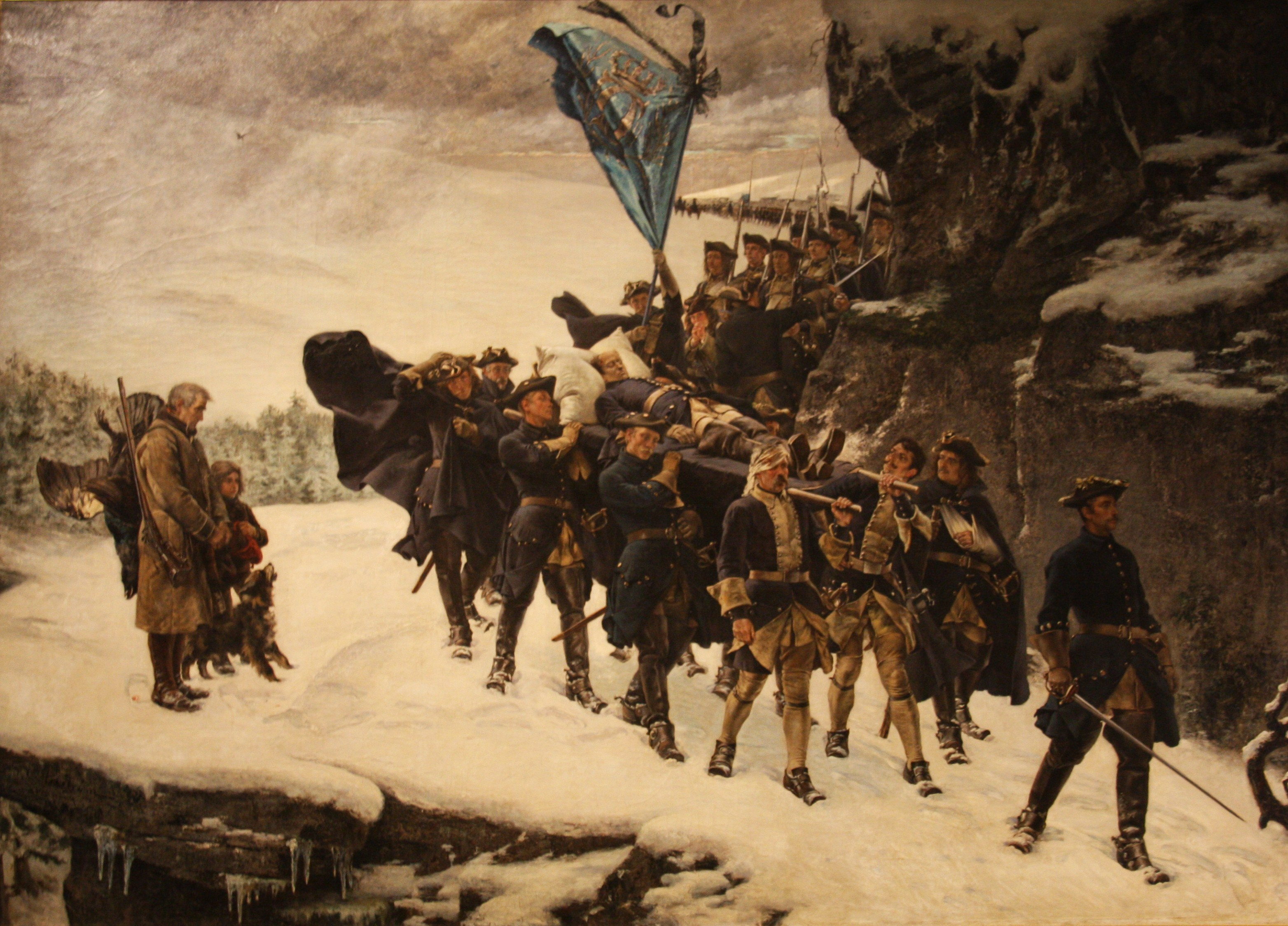
Heimfahrt der Leiche Karl XII., 1878

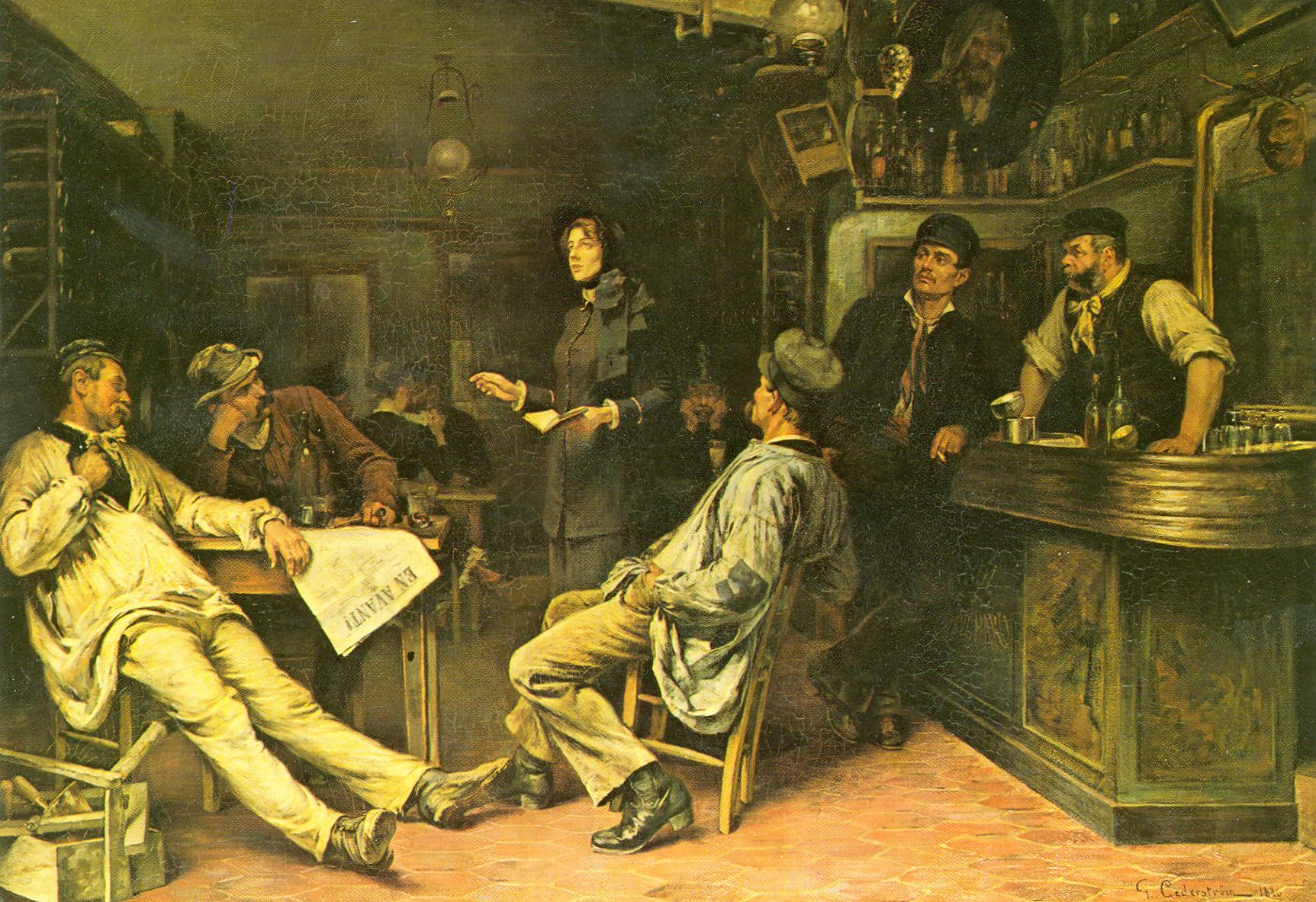
Die Heilsarmee, 1886

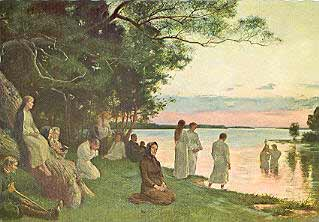
Baptistische Taufe (Baptisterna), 1886

Cederström, Spross des schwedischen Adelsgeschlechts von Cederström, durchlief anfänglich eine militärische Laufbahn als Unterleutnant bei einer Feldjägereinheit in Värmland, doch nachdem er 1867/1868 bei Ferdinand Julius Fagerlin in Düsseldorf und bei Léon Bonnat in Paris Zeichenunterricht absolviert hatte, reichte er seinen Abschied ein.
Großes Aufsehen weckte 1878 sein Gemälde Heimfahrt von Karl XII. Leiche, das bei der Weltausstellung in Paris gezeigt wurde. Käufer war der russische Großfürst Konstantin, doch nach einer umfangreichen Spendensammlung ging es später in den Besitz des Schwedischen Nationalmuseums über, wo anfänglich nur eine Kopie gezeigt wurde. Cederström beteiligte sich intensiv am Wettbewerb für die Ausgestaltung der Treppenhalle des Stockholmer Nationalmuseums und erhielt einen ersten Preis für sein Werk Ansgarius predigt die christliche Lehre, den endgültigen Auftrag für die Fresken erhielt hingegen Carl Larsson.
Neben historischen Werken schuf Cederström Porträts und Soldatenstudien.
Er war ab 1878 Mitglied der schwedischen Kunstakademie, ab 1887 Professor und ab 1899 Direktor der Lehreinrichtung der Akademie. Cederström leitete – wie sein Cousin Thure ab 1883 auf internationalen Ausstellungen in München – die schwedische Abteilung bei den Kunstausstellungen von 1888 in Kopenhagen, 1896 in Berlin und 1901 in München.

## Werke (Auswahl)
- Epilog (1874)
- Heimfahrt der Leiche Karl XII. (1878)
- Rekrutierung (1879)
- Die Heilsarmee (1886)
- The Baptists (Sommernacht in Schweden) (1886)
- Magnus Stenbock in Malmö am 27. September 1709 (1892)
- Karl XI. lässt die Befestigung von Helsingborg abreißen (Glasmalerei)
- Karl XIV. Johanns Landgang in Helsingborg (Glasmalerei)
- Die heilige Birgitta vor dem Papst (1899)
- Rapport (1900)
- Dragoner (1901)
- Narva (1905)